# 다니엘라 조르다노
다니엘라 조르다노(이탈리아어: Daniela Giordano, 1948년 11월 7일 ~ 2022년 12월 18일)은 이탈리아의 배우, 모델이다.

## 출연

### 영화
- 《굿 포 낫씽》 (2014년)
- 《죽음의 터널》 (2005년)
- 《포 타임스 댓 나이트》 (1971년) - 티나 브란트 역
- 《너의 죄악은 밀실, 오직 나만이 열쇠를 가지고 있다》 (1972년) - 파우스타 역
- 《5인의 군대》 (1969년) - 마리아 역
- 《아이 씨 네이키드》 (1969년) - 루이사 역